# Rublo della Repubblica dell'Estremo Oriente
Il Rublo della Repubblica dell'Estremo Oriente è stata la valuta della Repubblica dell'Estremo Oriente, lo stato cuscinetto che esisteva dal 1920 al 1922 sul territorio della Transbajkalia e dell'Estremo Oriente russo.
Il 25 gennaio 1920 ci fu il Primo Congresso dei Soviet nella parte della Transbajkalia, che decise di restaurare il potere sovietico in tutte le aree delle regioni occupate. Nella seconda metà di marzo, a Verchneudinsk, sorse un governo guidato dai bolscevichi; il 31 marzo 1920, il governo si dichiarò l'autorità della Repubblica dell'Estremo Oriente. Il 6 aprile 1920 si tenne a Verchneudinsk un congresso dei lavoratori della Transbajkalia, che abolì il governo e ne istituì uno provvisorio di coalizione. Eseguendo le direttive del Comitato Centrale, il Comitato Regionale del Partito dell'Estremo Oriente inviò Primorsky Zemstvo al governo del Consiglio, per estendere il suo potere in tutto il territorio della Repubblica dell'Estremo Oriente. Il 14 maggio la Repubblica dell'Estremo Oriente fu riconosciuta dal governo sovietico.
Uno dei compiti principali del nuovo governo era quello di semplificare la circolazione monetaria nei territori sotto il suo controllo.
A questo punto, in tutta la Repubblica dell'Estremo Oriente, erano in circolazione varie banconote, ad esempio, rubli siberiani e yen giapponesi.

## Inizio della circolazione
Inizialmente, anche prima della proclamazione della Repubblica dell'Estremo Oriente, il governo Zemstvo tentò di organizzare la circolazione monetaria; pertanto, i rubli siberiani rimasero un mezzo di pagamento nella regione del Baikal. Il governo della regione del Baikal stabilì un tasso di cambio per i sovznak della RSFSR in rubli siberiani al tasso di 15 sovznak per 1 rublo siberiano. Allo stesso tempo, si cercò di emettere una valuta propria, sulla quale fu raggiunto un accordo con Mosca il 26 marzo 1920. A questo punto, il governo Zemstvo era già riuscito a emettere delle banconote per la circolazione. Si trattava di banconote di fabbricazione americana del governo di Omsk in tagli da 25 e 100 rubli. Inizialmente, la RSFSR voleva utilizzare le banconote in patria, ma in seguito furono trasferite nella Repubblica dell'Estremo Oriente dopo che su di esse fu stampato il timbro "Autorità provvisoria Zemstvo della regione del Baikal". Queste banconote ammontavano a 228.425.950 rubli e divennero le prime banconote della Repubblica dell'Estremo Oriente ad essere messe in circolazione.
Per rimuovere i rubli siberiani dalla circolazione, si annunciò un tasso di cambio con nuovi rubli nel rapporto di 100 rubli siberiani per 1 rublo della Repubblica dell'Estremo Oriente. Il tasso di cambio fu fissato per errore; inizialmente si prevedeva di svalutare il rublo siberiano di 10 e non di 100 volte. Il cambio con rubli siberiani iniziò il 1º luglio 1920 e durò 10 giorni.

## Ritiro dalla circolazione
Nel 1921 l’inflazione raggiunse dimensioni gigantesche; di conseguenza, i rubli della Repubblica dell'Estremo Oriente persero il loro (già basso) potere d'acquisto. Nel luglio 1921, l'emissione dei rubli della Repubblica dell'Estremo Oriente fu interrotta e il 15 novembre 1922 la valuta fu ufficialmente ritirata dalla circolazione. Il potere d'acquisto del rublo della Repubblica dell'Estremo Oriente diminuì così tanto, che già alla fine del 1921 il valore di una banconota da 1.000 rubli era inferiore a un copeco sovietico.